# Wyssokoje (Kaliningrad, Nesterow)
Wyssokoje (russisch Высокое, deutsch Schilleningken, 1938–1945 Hainau) ist ein kleiner Ort in der russischen Oblast Kaliningrad. Er gehört zur kommunalen Selbstverwaltungseinheit Stadtkreis Nesterow im Rajon Nesterow.

## Geographische Lage
Wyssokoje liegt im Norden des Rajon Nesterow an der Regionalstraße 27A-059 (ex R510), die von Dobrowolsk (Pillkallen/Schloßberg) nach Nesterow (Stallupönen/Ebenrode) führt. 
Die Rajonstadt ist auch die nächste Bahnstation an der Bahnstrecke Kaliningrad–Tschernyschewskoje zur Weiterfahrt nach Litauen (Teilstück der ehemaligen Preußischen Ostbahn). 

## Geschichte
Zwischen 1874 und 1945 war das ehemalige Schilleningken eine Gemeinde innerhalb des Amtsbezirks Jucknischken (1938–1945 Föhrenhorst, russisch: Bolschoje Mostowoje, heute nicht mehr existent). Er gehörte zum Landkreis Stallupönen (1938–1945 Ebenrode) im Regierungsbezirk Gumbinnen der preußischen Provinz Ostpreußen.
Bis 1945 war Schwirgallen (1938–1945 Eichhagen, russisch: Sawodskoje) die nächste Bahnstation und lag an der Strecke von Tilsit nach Stallupönen (1938–1945 Ebenrode).
Am 3. Juni 1938 – mit amtlicher Bestätigung vom 16. Juli 1938 – wurde Schilleningken in „Hainau“ umbenannt.
Infolge des Zweiten Weltkrieges kam das Dorf unter sowjetische Administration. Im Jahr 1950 erhielt der Ort die russische Bezeichnung Wyssokoje und wurde gleichzeitig in den Dorfsowjet Sawetinski selski Sowet im Rajon Nesterow eingeordnet. Von 2008 bis 2018 gehörte Wyssokoje zur Landgemeinde Iljuschinskoje selskoje posselenije und seither zum Stadtkreis Nesterow.

### Einwohnerentwicklung
| Jahr | Einwohner |
| ---- | --------- |
| 1910 | 510       |
| 1933 | 460       |
| 1939 | 463       |
| 2002 | 240       |
| 2010 | 220       |

## Kirche
Vor 1945 gehörte Schilleningken bzw. Hainau bei überwiegend evangelischer Bevölkerung zum Kirchspiel der Kirche Groß Warningken (der Ort hieß zwischen 1938 und 1946 Steinkirch, russisch: Sabolotnoje, ist heute nicht mehr existent). Es lag im Kirchenkreis Pillkallen (1938–1946 Schloßberg, russisch: Dobrowolsk) in der Kirchenprovinz Ostpreußen der Kirche der Altpreußischen Union. Letzter deutscher Geistlicher war Pfarrer Klaus Wegner.
In den 1990er Jahren entstand im sieben Kilometer entfernten Babuschkino (früher Groß Degesen) eine neue evangelische Gemeinde, die in die Propstei Kaliningrad der Evangelisch-Lutherischen Kirche Europäisches Russland (ELKER) eingebunden ist. Das zuständige Pfarramt ist das der Salzburger Kirche in Gussew (Gumbinnen).